# Darmsap
Darmsap wordt gemaakt door darmsapklieren. Deze liggen in de darm bij de voet van de villi en worden ook wel de crypten van Lieberkühn genoemd. Deze crypten produceren per dag 2 tot 3 liter darmsap.
Darmsap bestaat uit:
- Water: als transport- en oplosmiddel;
- Slijm: voor het versoepelen van het transport;
- Enterokinase: een enzym dat trypsinogeen uit het pancreassap activeert tot trypsine;
- Erepsine: een mengsel van proteïnasen die ervoor zorgen dat de eiwitten verder worden afgesplitst tot aminozuren;
- Carbohydrasen: een mix van maltase, sacharase en lactase die alle disachariden die nog in het voedsel zitten verder opsplitsen tot monosachariden.

Het darmsap zorgt er dus voor dat ons voedsel verder verteerd wordt, een proces dat in de mond begint en mede geholpen wordt door het pancreassap en de sappen uit de gal die de lever produceert.
Darmsap heeft een pH waarde van 8,5 (iets verhoogde pH waarde door gal)
Mond · 
Huig · 
Keel · 
Farynx · 
Strotklepje · 
Slokdarm · 
Maag · 
Twaalfvingerige darm · 
Papil van Vater · 
Alvleesklier · 
Lever · 
Galblaas · 
Nuchtere darm · 
Kronkeldarm · 
Dunne darm · 
Blindedarm · 
Wormvormig aanhangsel · 
Dikke darm · 
Endeldarm · 
Anus